# Wedoquella
Wedoquella là một chi nhện trong họ Salticidae.

## Các loài
Các loài:
- Wedoquella denticulata Galiano, 1984
- Wedoquella macrothecata Galiano, 1984
- Wedoquella punctata (Tullgren, 1905)